# 廣中智紗衣
廣中 智紗衣（ひろなか ちさえ、1981年2月9日 - ）は、愛知県出身で神奈川県在住の競艇選手。登録番号4117。身長157cm。血液型O型。88期。夫に深水慎一郎（登録番号4152）、同期に吉永則雄、三井所尊春、谷津幸宏、細川裕子らがいる。

## 来歴
- 愛知県立豊橋西高等学校卒業。卒業後、やまと競艇学校に合格。
- 2001年5月22日、常滑競艇場でデビュー（3着）。
- 2002年5月13日、浜名湖競艇場での一般競走で初勝利。
- 2005年10月2日、下関競艇場での女子リーグで初優出（6着）。
- 2006年2月28日、浜名湖競艇場でのJAL女子王座決定戦競走にG1初出場。3月4日、G1初勝利。
- 2006年9月より産休に入り、2007年11月に復帰。
- 2009年12月3日、芦屋競艇場での女子リーグ第13戦で初優勝（優出2回目）。